# Markus Granlund
Kari Markus Granlund, född 16 april 1993 i Uleåborg, är en finländsk professionell ishockeyspelare som spelar för Genéve-Servette HC i (NL). Granlund valdes av Calgary Flames i andra rundan som 45:e spelare totalt i NHL-draften 2011. Han har tidigare även spelat för Helsingforslaget HIFK och National Hockey League-lagen Vancouver Canucks och Edmonton Oilers.
Granlund kommer nu senast från spel från KHL. 

Granlund var med och vann brons med det finländska U18-landslaget i U18-VM 2010.
Markus Granlunds äldre bror Mikael Granlund är även han professionell ishockeyspelare.